# Riksbankshuset, Halmstad
Riksbankshuset är en byggnad i Halmstad, som uppfördes i hörnet Viktoriagatan/Strandgatan år 1900 efter ritningar av Martin Borgstedt. Riksbanken hade kontor i byggnaden mellan 1901 och 1988, då avdelningskontoret lades ned. I huset inrymdes också postkontor.

## Bildgalleri

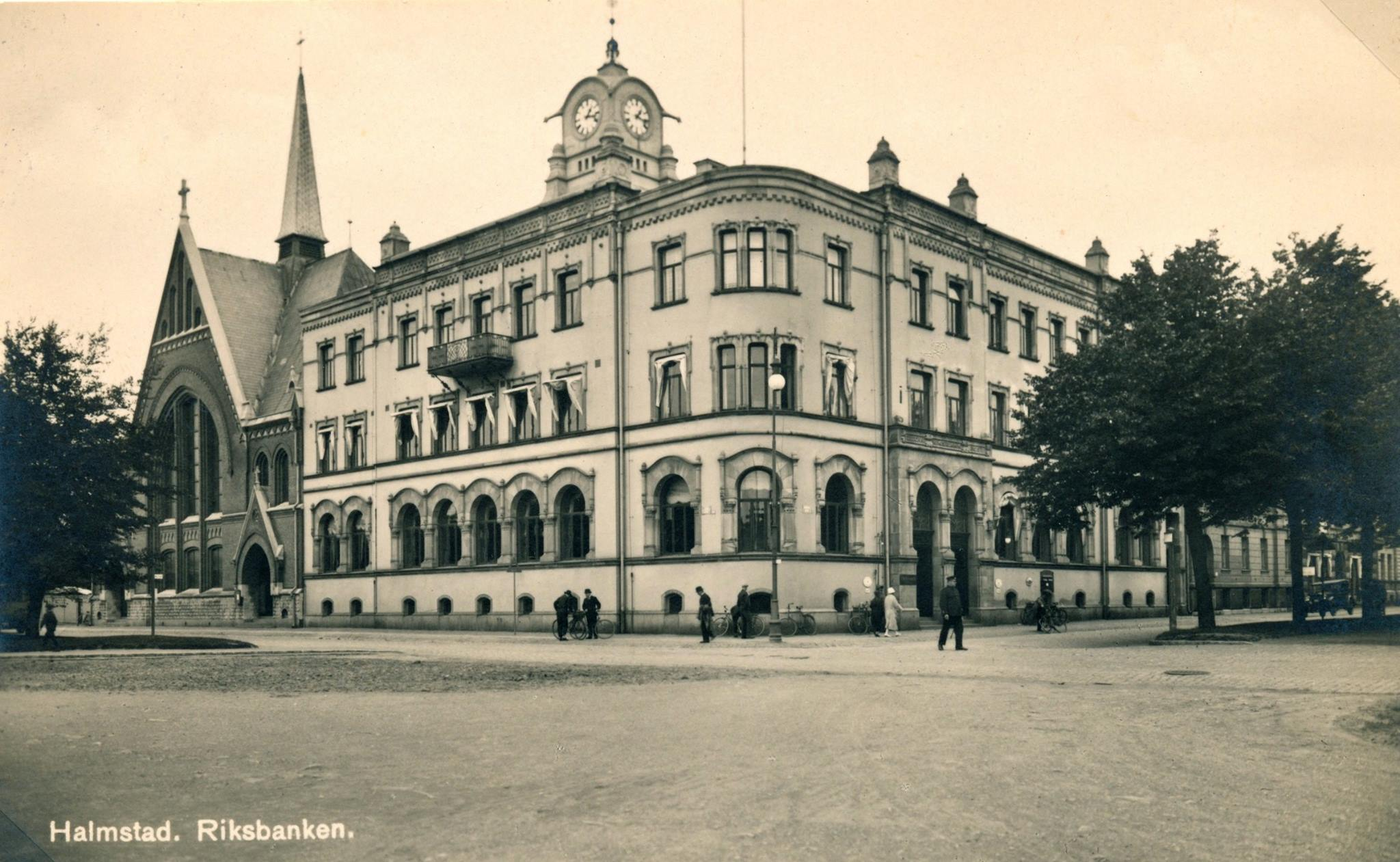
Riksbankshuset, omkring 1900
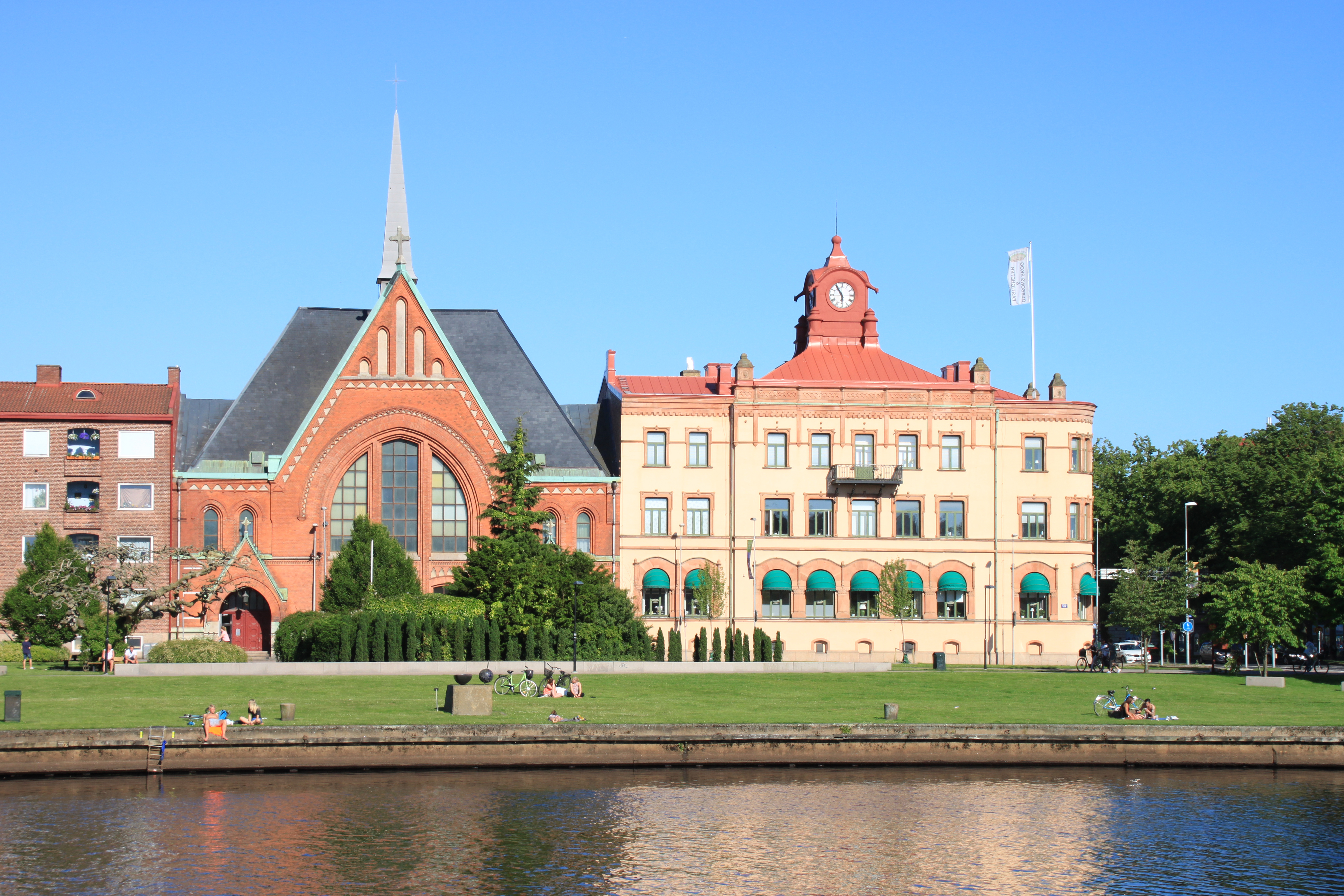
Immanuelskyrkan och Riksbankshuset
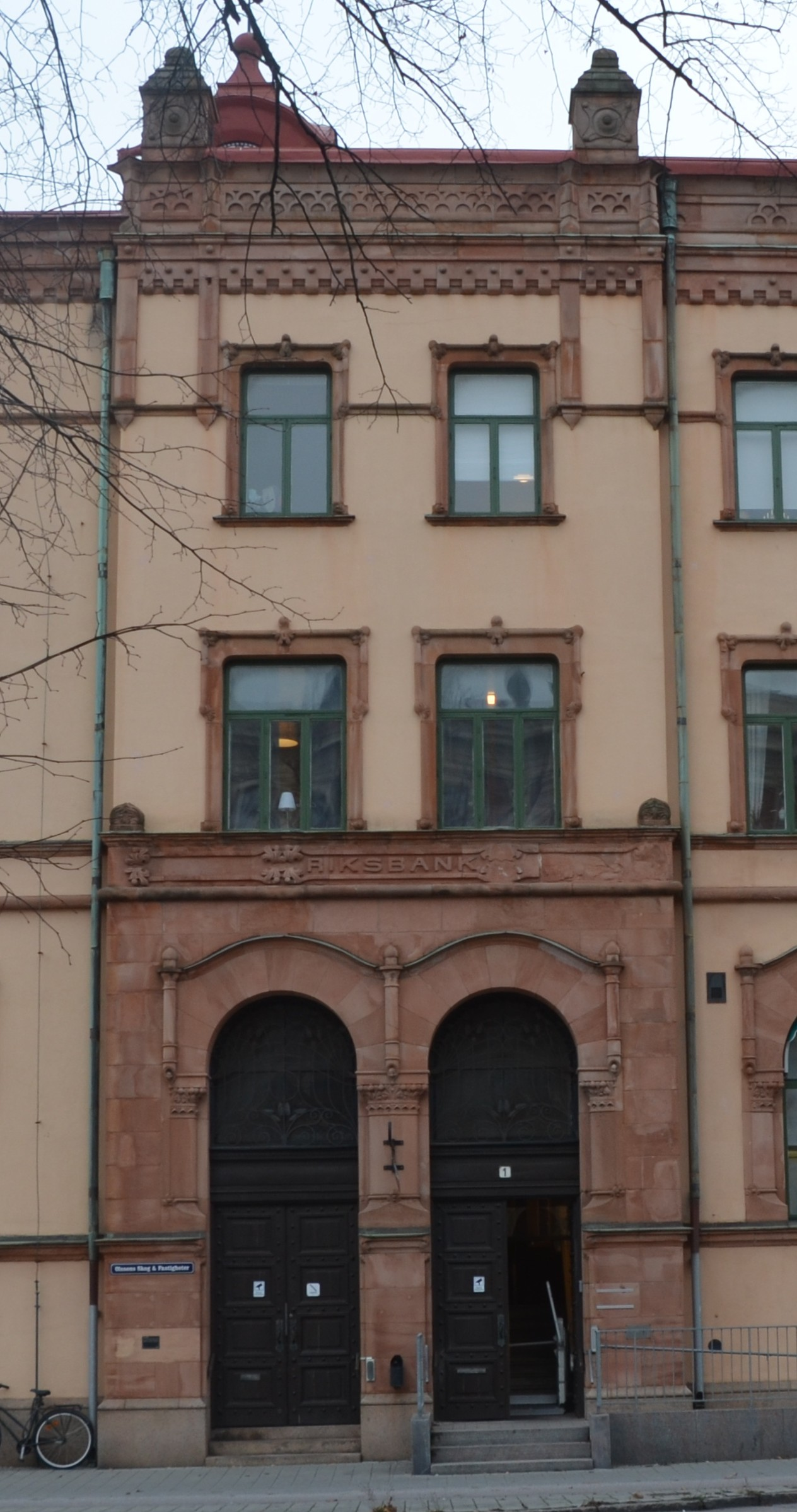
Entrén vid Viktoriagatan